# .al
.al és l'actual domini de primer nivell territorial (ccTLD) d'Albània. Actiu des de 1992, és administrat per l'Autoritat de Comunicacions Electròniques i Postals d'Albània (AKEP).
AKEP recomana que els registres de dominis .al es facin amb un dels registradors acreditats per AKEP. També hi ha registradors internacionals que revenen dominis .al. Els noms de domini han de tenir entre 2 i 63 caràcters. Tot i que l'idioma albanès té diversos caràcters especials, el registre no ha permès l'ús de caràcters IDN.

## Registres de segon nivell
Hi ha sis registres de segon nivell:
- .com.al per empreses i organitzacions comercials
- .edu.al per institucions acadèmiques i científiques.
- .gov.al per institucions governamentals.
- .mil.al per les Forces Armades d'Albània.
- .net.al per entitats vinculades amb la xarxa
- .org.al per associacions i organitzacions no comercials.